# 黑池電車
黑池電車（英語：Blackpool Tramway）是英國黑池的一個路面電車系統，來往英格蘭蘭開夏郡的黑池與弗利特伍德。為英國僅存的唯一一條第一代電車線。黑池電車於1885年啟用，為全球最古老的電車系統之一。現時由黑池運輸營運，為Metro Coastlines網絡的一部分，由黑池市議會擁有。電車線長11英里（約18公里），每年接載6,500,000名乘客。黑池電車也是全球現存少數採用雙層電車的電車系統（另有香港電車及埃及亞歷山大港電車）。
電車服務在經過一些升級工程後，在2012年復活節再度投入服務。

## 歷史
第一部分的電車線在維爾納·馮·西門子發明路面電車6年后的1885年9月25日啟用，為全球最早真正投入營運的電車系統之一，使用暗渠集電方式供電，來往黑池海濱的可卡街與迪恩街。當時由黑池電車公司營運電車線，當電車線在1892年的營運租約期滿後，就由黑池公司繼續營運。在1895年，一條新線開通，經萊瑟姆路來往曼徹斯特廣場与南海岸。在1897年，電車線延長至南碼頭，以及新線由車站路連接至萊瑟姆路與海濱。
雖然使用暗渠集電方式運行電車在其他地區（例如城市或市鎮）中，得到一個很好的效果。可是在此電車線是在海岸線旁，就會有一個很大的問題。在遇到很差的天氣時，海水會有機會打上海岸路面與路軌，如因此海水流入暗渠中會有機會發生供電系統短路及發電站會啟用斷路器。就算海水不打入路軌上，沙粒也有可能在沙灘上因為風而吹在路軌與暗渠上。而在路軌上的沙是必須常常除去，因為路軌上的沙與海水會結合成為濕沙，也會就成短路。
1899年，電車再不使用暗渠集電方式供電，改由架空電纜型式供電。1900年，電車線向北延長至Gynn廣場，可連接黑池和弗利特伍德電車。1901年，馬頓迴轉設施啟用，連接塔爾博特廣場與中央車站，途經教堂街、德文希爾廣場、白門道、滑鐵盧路與中央道，同時新的車廠於馬頓的白門道建成。1902年，經塔爾博特路来往塔爾博特廣場與雷頓的新線啟用。1903年，海濱線延長至歡樂沙灘。
1920年，黑池公司接收黑池和弗利特伍德電車的路段，得到8英里（約13公里）的路軌與3個車廠（2個位於弗利特伍德，1個位於Bispham）。小保街車廠位於弗利特伍德，靠近弗利特伍德渡輪碼頭的迴轉路。
原來的布倫德爾車廠于1920年被位於格比路的一個較大的新車廠取代。1925年，羅索~布羅德沃特間路線開通。1926年，電車線进行最後一次延長，由克利夫頓道至斯塔爾門，而斯塔爾門可連接萊瑟姆聖安妮公司電車軌道。
1936年，中央道和雷頓的電車線關閉；1961年，萊瑟姆路站關閉；1962年，馬頓站關閉；1963年，迪克森路~北站間路線，以及馬頓車廠與Copse路車廠關閉；1966年，Bispham車廠關閉，此后剩余斯塔爾門~弗利特伍德間路線运营至今。1986年，黑池運輸服務有限公司接手營運電車線。

## 電車網絡
現時電車是行駛黑池的斯塔爾門至弗利特伍德的渡輪碼頭之間。大部分電車線都行走在法爾德海岸邊，但在弗利特伍德的渡輪碼頭前的幾英里開始，於克利夫利思轉入內陸地方，在弗利特伍德渡輪碼頭就回到海岸。電車路軌包含以下類型：
- 與道路共用路段，電車與車輛在道路上共同行走：在弗利特伍德的諾街與北亞厘畢街，此外也有部分於黑池的海濱路段是與汽車共用，該路段是位於新都城酒店附近，但是那路段在2011年變成鋪裝電車軌道（見下分點）。
- 鋪裝預設軌道，並排於道路，可自由讓行人橫過，並非車輛：來往斯塔爾門與Gynn廣場的絕大部分路段。
- 預設軌道（設有路碴），只讓電車通過：Gynn廣場與羅索，以及在弗利特伍德的拉德克利夫路。
- 城際鐵路風格的軌道，只讓電車通過，不是排於道路：羅索至弗利特伍德的拉德克利夫路。

在整段電車線中，共有四處迴轉，分別為斯塔爾門、歡樂沙灘對面、小Bispham及弗利特伍德，另外也有一條電車線只通往格比路車廠
在整段電車系統中，共有10條主要路線：
| 始發站   | 終點站             | 班次         | 服務日子             |
| -------- | ------------------ | ------------ | -------------------- |
| 斯塔爾門 | 弗利特伍德渡輪碼頭 | 每5分鐘一班  | 星期一至日 (包括B/H) |
| 歡樂沙灘 | 克利夫利思         | 每5分鐘一班  | 星期一至日 (包括B/H) |
| 斯塔爾門 | 卡本               | 每30分鐘一班 | 星期一至六           |
| 歡樂沙灘 | Bispham            | 每10分鐘一班 | 星期一至日           |
| 斯塔爾門 | 小Bispham          | 每30分鐘一班 | 星期一至日           |
| 北碼頭   | 克利夫利思         | 每小時一班   | 星期一至五           |
| 斯塔爾門 | 曼徹斯特廣場       | 每45分鐘一班 | 星期一至六           |
| 諾布雷克 | 漁民路             | 一日2班      | 星期一至日 (包括B/H) |
| 歡樂沙灘 | Gynn廣場           | 一日2班      | 星期一至六           |
| 斯塔爾門 | 黑池塔             | 每45分鐘一班 | 星期一至六           |
| 南碼頭   | 弗利特伍德渡輪碼頭 | 每30分鐘一班 | 星期一至日 (包括B/H) |

## 今時今日的黑池電車
黑池電車也是全球現存少數採用雙層電車的電車系統，除了黑池外，就只有香港電車及埃及亞歷山大港電車。可是平日中，許多時會使用單層電車，只會在旅遊旺季時才會使用雙層電車，那時的單層電車只是次角。黑池是英國僅存有電車的城市，在1962年至1992年，更是全英國唯一一座城市電車系統。而在1962年，除了黑池，格拉斯哥是另一個設有電車的系統，也在那年停運。在1992年，曼徹斯特輕鐵啟用。
黑池電車的車隊是多元化的。部分在30年代的電車現時都繼續正常服務。其他電車的車身就重建成不同的形態。
黑池電車是行走由南面的斯塔爾門至北面的弗利特伍德。部分電車服務，尤其是在繁忙時間時間，例如黑池燈飾節或銀行假期，就會有特別服務，路線縮短至克利夫利思，紅世路或歡樂海灘。在黑池中心，就會有更多的電車服務。在燈飾節，電車就會裝上燈飾，運載乘客來往海旁與燈飾區，即是由斯塔爾門到Bispham。弗利特伍德是英格蘭唯一的市鎮中，有電車行走主要街道。

## 相片

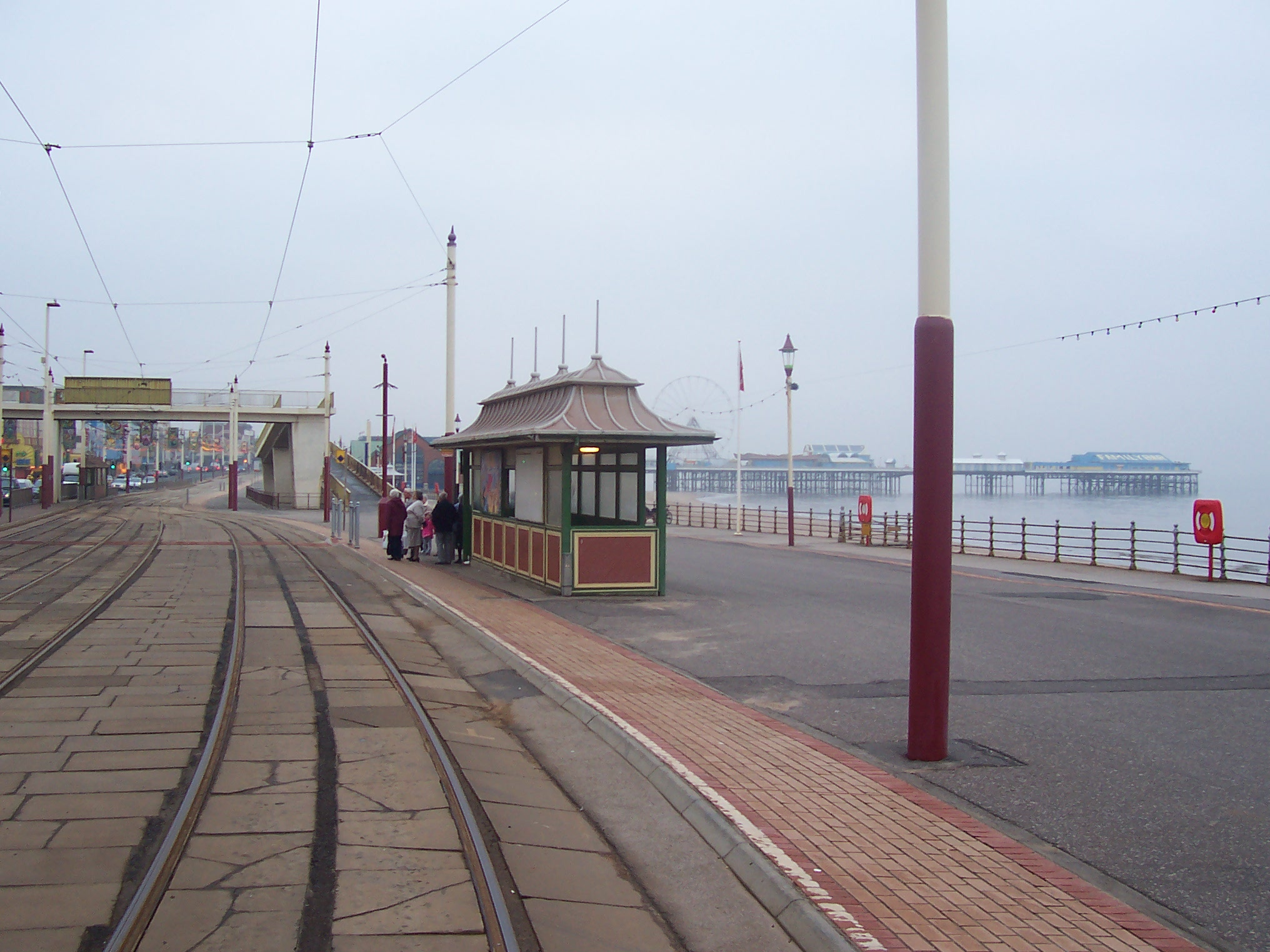
長廊站
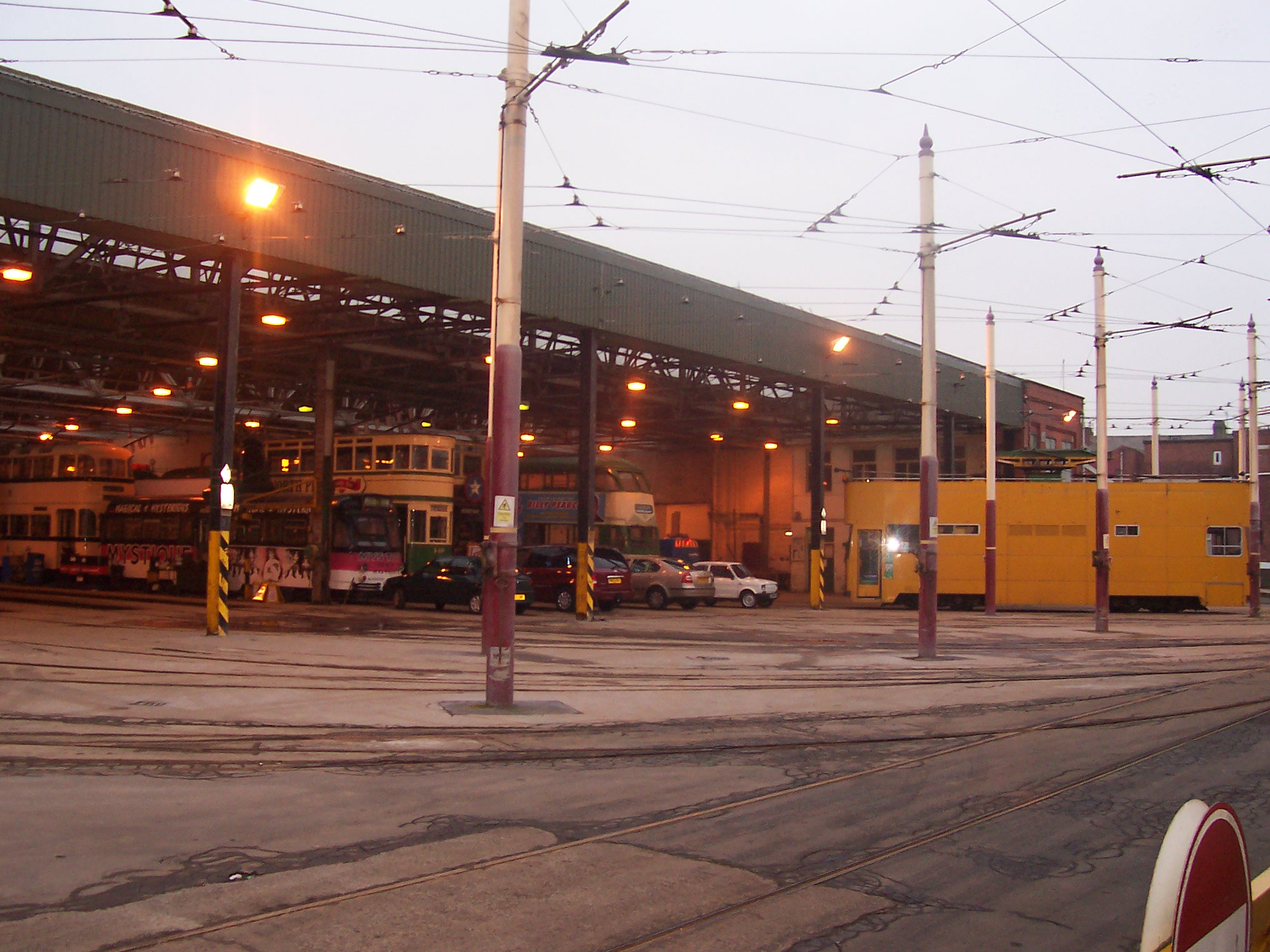
格比路車廠（工程部）
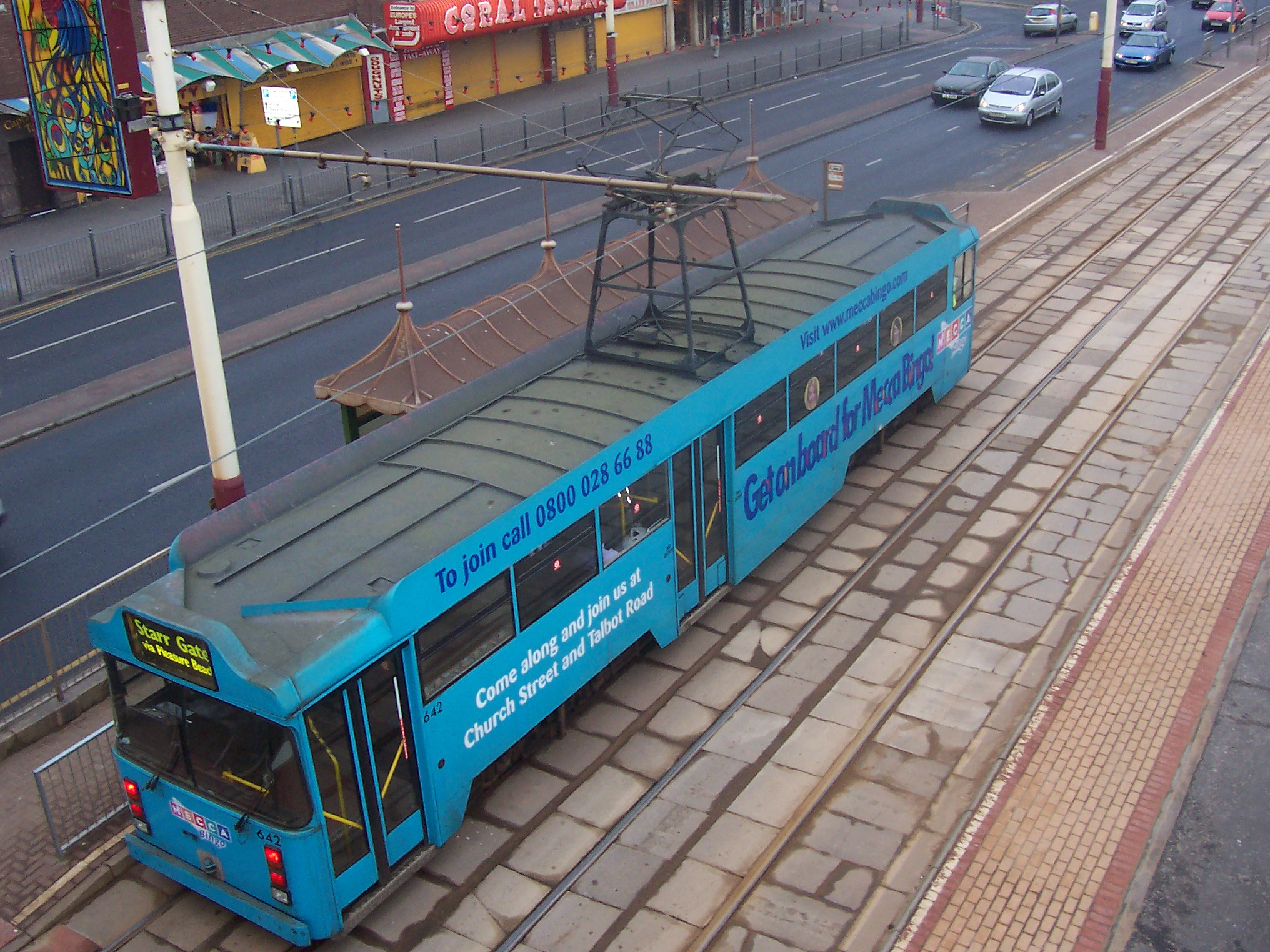
百年電車（攝於長廊站）
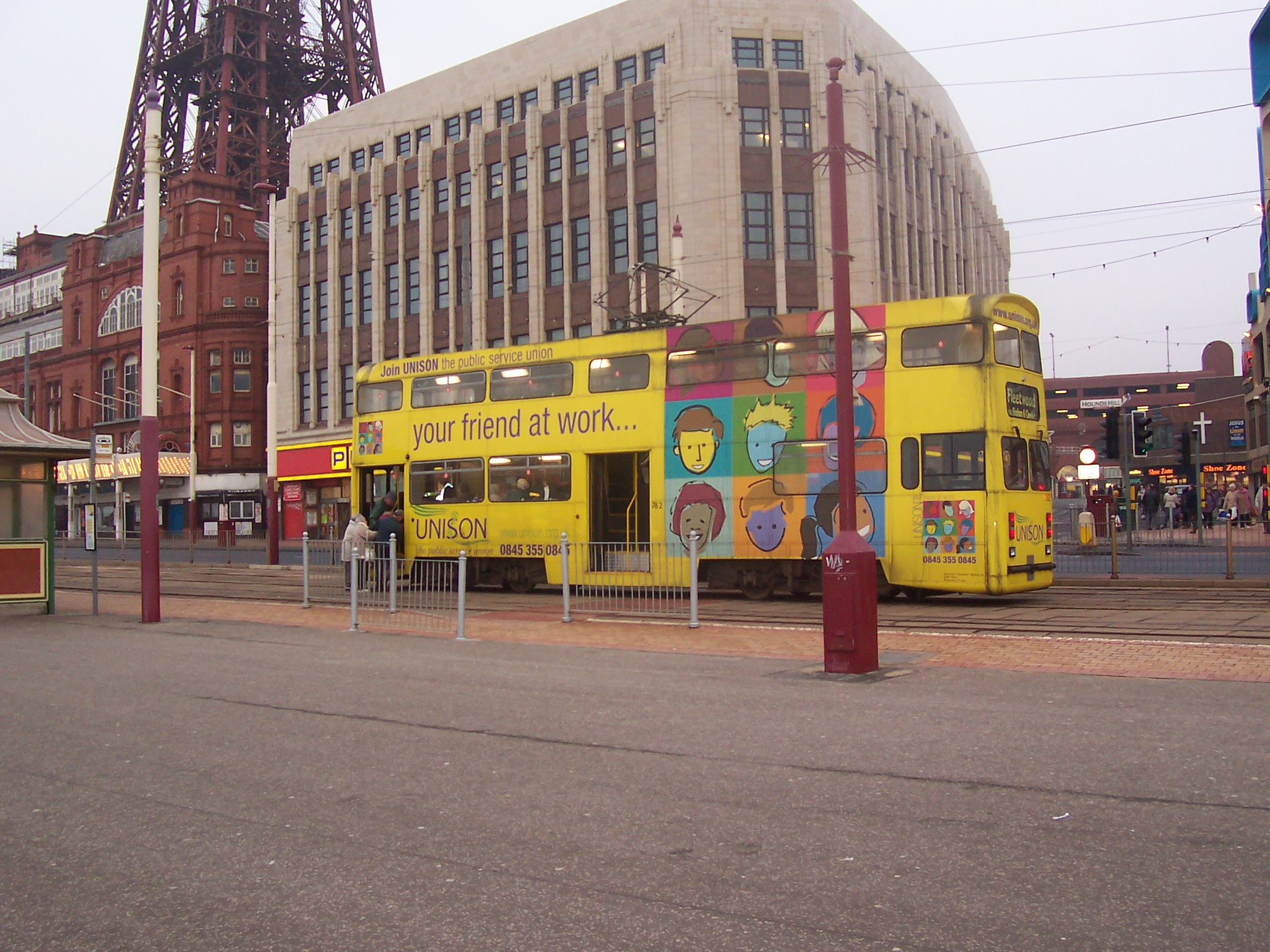
雙層銀禧類電車（攝於長廊站）
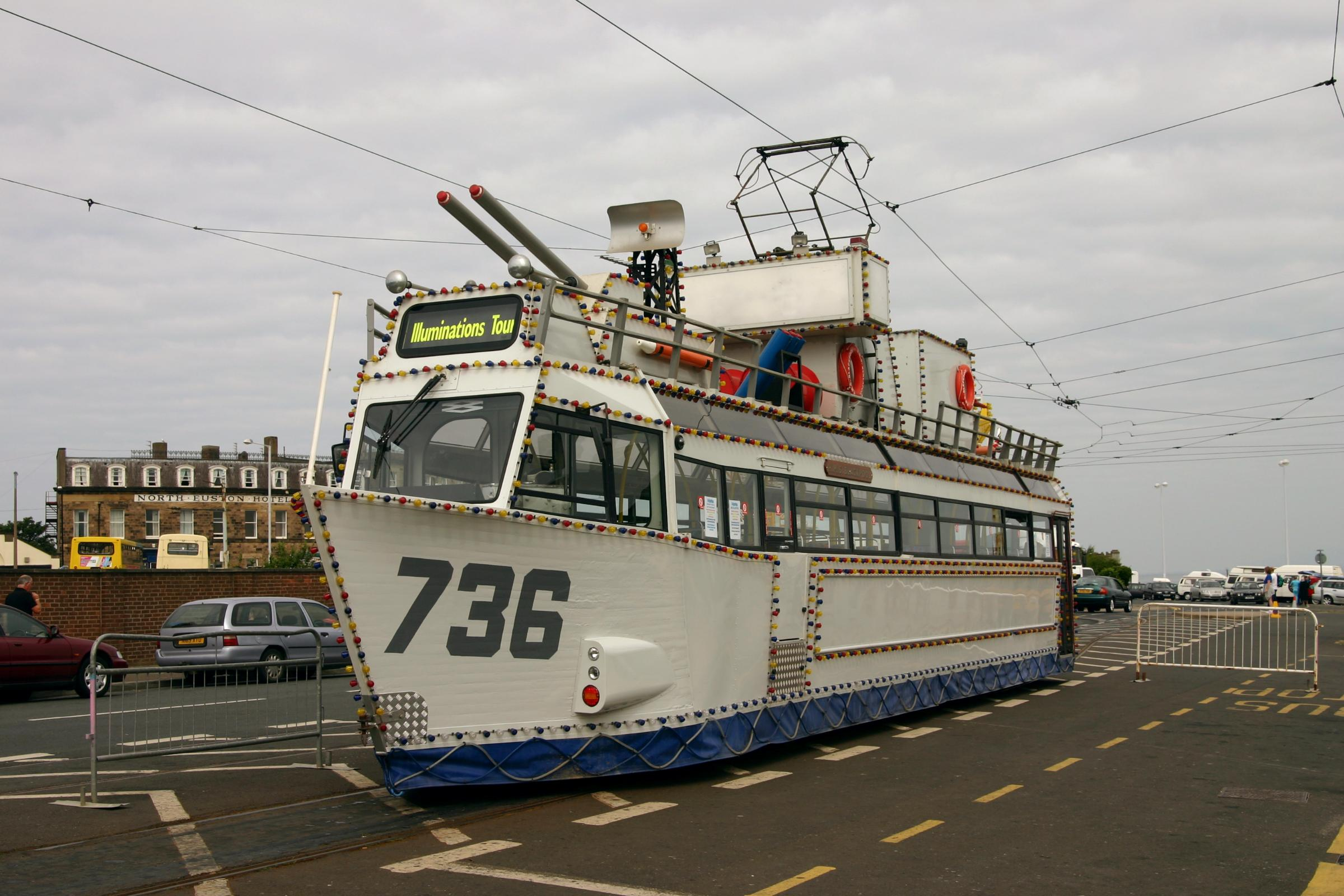
設有燈泡在車身的電車736號「HMS黑池艦」（攝於弗利特伍德）
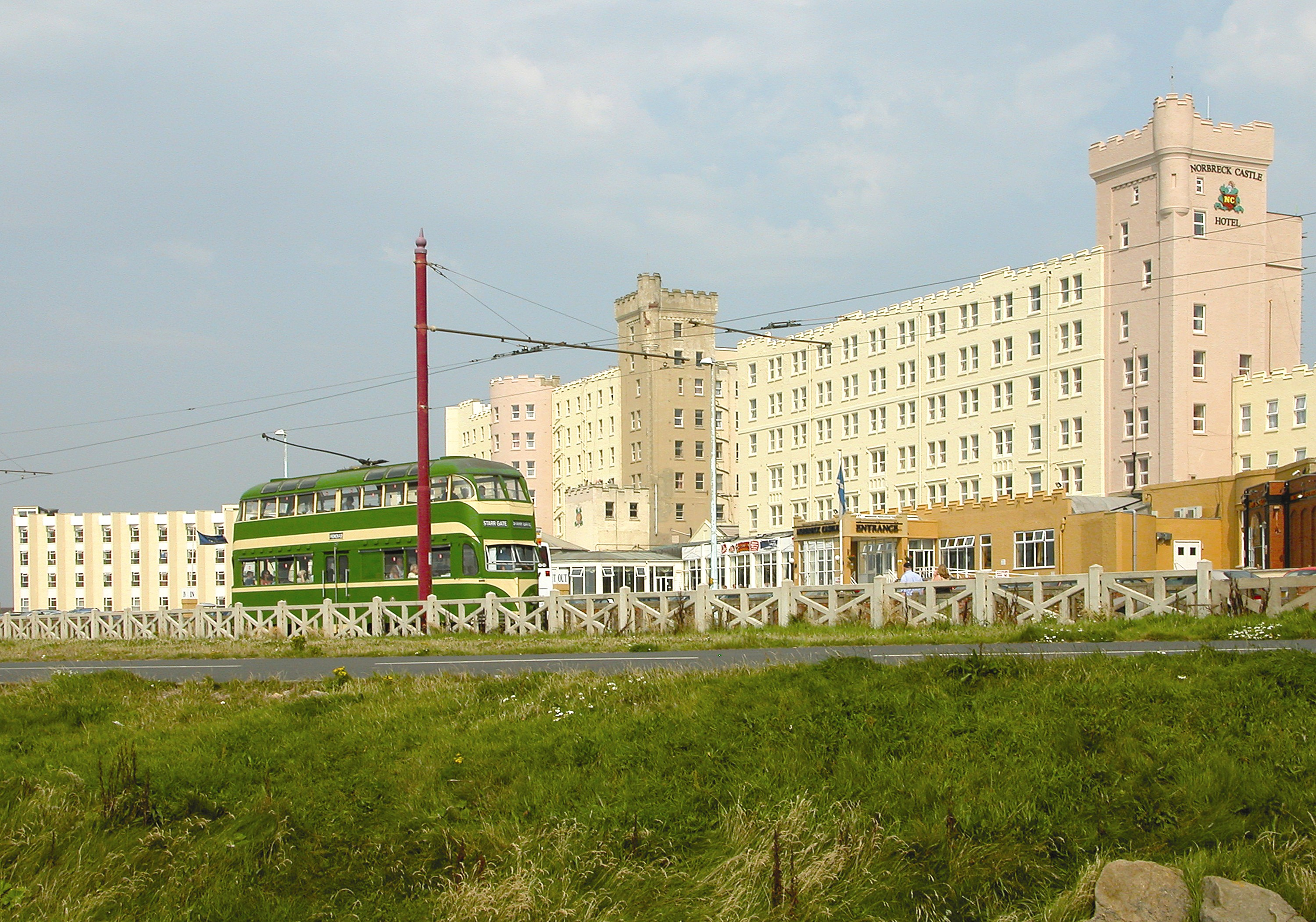
通過諾布雷克城堡酒店的氣球電車
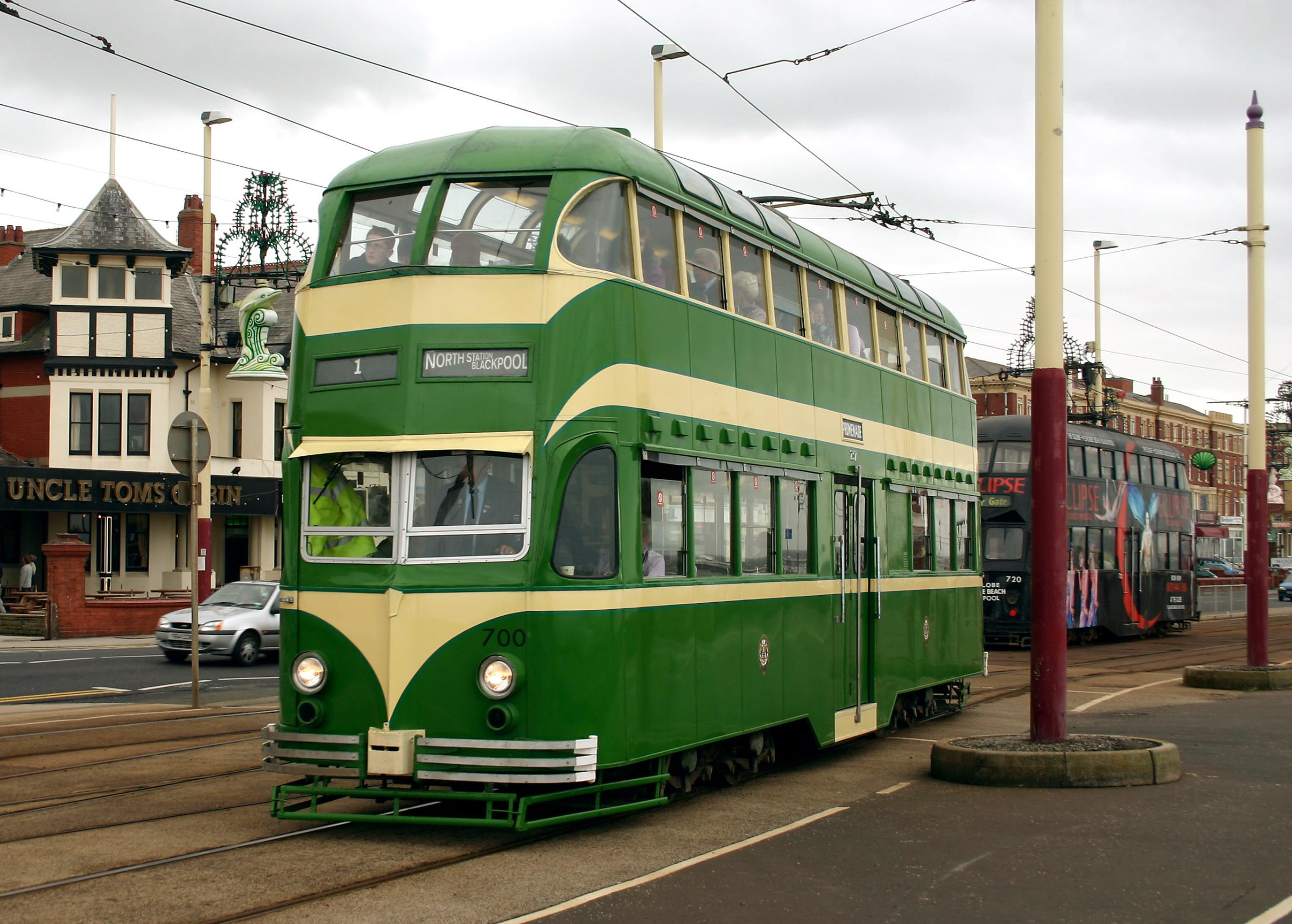
雙層氣球電車700號（前方）與720號（後方）（攝於Bispham）